# Kläranlage Rellinghausen
Die Kläranlage Rellinghausen ist eine ehemalige Kläranlage in Rellinghausen, Essen. Sie befindet sich in der Straße Sankt Annental in der Nähe der St.-Annen-Kapelle und neben dem Haus mit der Historischen Sammlung der Ruhrwasserwirtschaft.
Die Anlage wurde 1912 von der Stadt Essen gebaut. 1914 übernahm sie der Ruhrverband. Ab 1925 wurde die Abwasserreinigung mit Belebtschlamm nach englischem und amerikanischem Vorbild durchgeführt. Die Faulgase wurden wirtschaftlich nutzbar gemacht. Entwickler dieser Technik war Karl Imhoff (1876–1965), Geschäftsführer des Ruhrverbands. 2005 wurde die Anlage stillgelegt. Sie ist in Teilen zurückgebaut.